# Letní olympijské hry 2008
Letní olympijské hry 2008, oficiálně Hry XXIX. olympiády, se konaly v čínském Pekingu od 8. srpna 2008 do 24. srpna 2008. Zástupci několika desítek zemí bojovali celkem o 302 sady medailí ve 28 sportech. Mezi nově zařazené disciplíny patřila například cyklistická disciplína BMX nebo takzvaný plavecký maratón. Některé nevládní organizace protestovaly proti olympijským hrám kvůli porušování lidských práv v Číně.

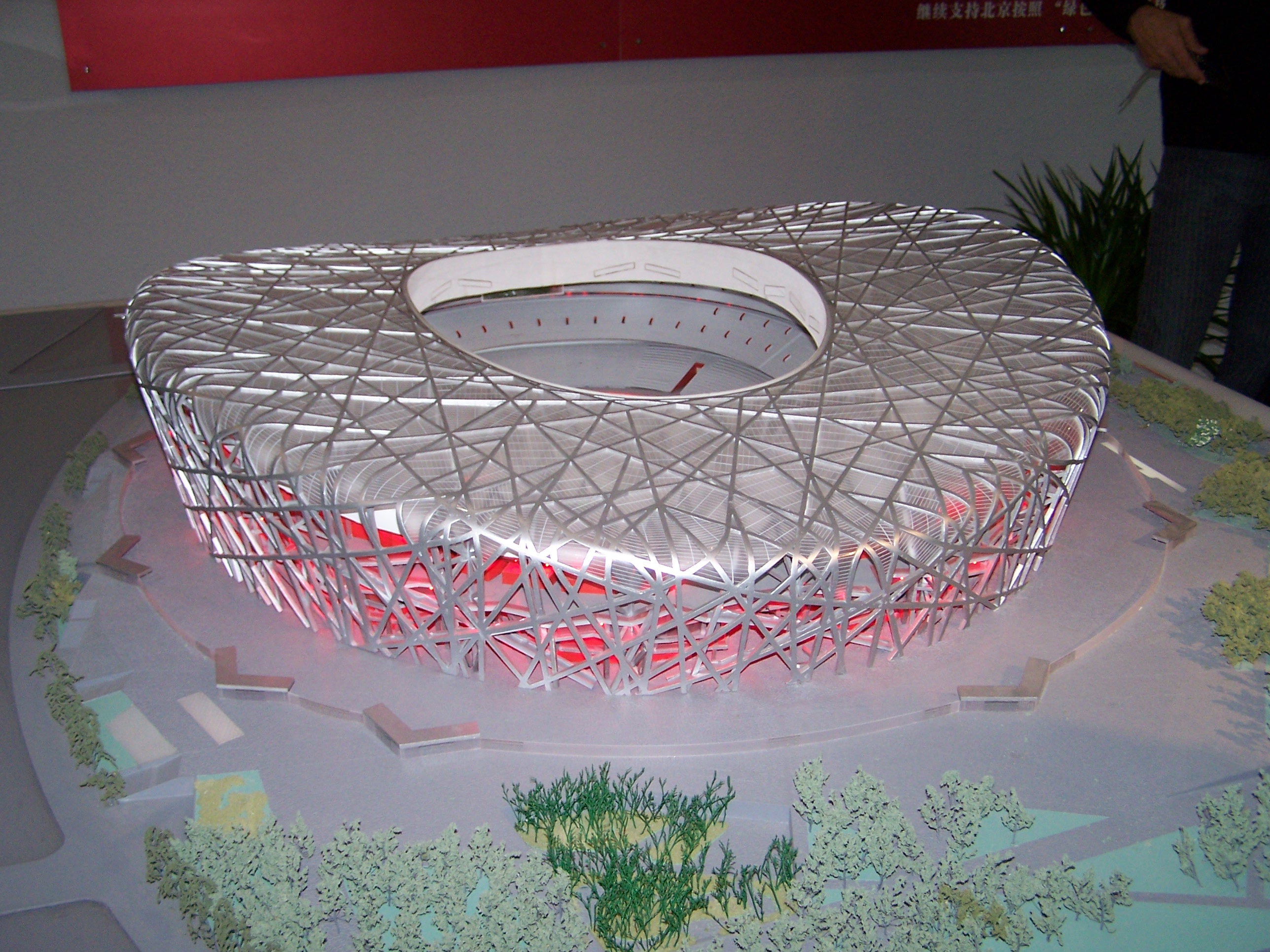
Model pekingského národního stadionu „Ptačí hnízdo“

Hlavním stadiónem her je Pekingský národní stadion (北京国家体育场; Běijīng guójiā tǐyùchǎng; Pej-ťing kuo-ťia tchi-jü-čchang), běžně označovaný dle své podoby jako „Ptačí hnízdo“ (鸟巢; Niǎocháo; Niao-čchao). Mottem pekingské olympiády je: „Jeden svět, jeden sen“  (同一个世界，同一个梦想; Tóng yīge shìjiè, tóng yīge mèngxiǎng; Tchung i-ke š'-ťie, tchung i-ke meng-siang). Pekingské olympijské hry mají rekordní počet maskotů, pět postav nesoucích bohatou symboliku, jmenují se „Šťastné děti“ (福娃; Fúwá):
- kapr Pej-pej (贝贝 Bèibèi) – modrá, prosperita, vznešenost a čistota, vodní sporty
- panda velká Ťing-Ťing (晶晶 Jīngjīng) – černá, radost, čest a naděje, silové a úpolové sporty
- olympijský oheň Chuan-chuan (欢欢 Huānhuān) – červená, vášeň, nespoutanost, míčové sporty
- tibetská antilopa Jing-jing (迎迎 Yíngyíng) – žlutá, zdraví, pohotovost a ohebnost, atletika
- vlaštovka Ni-ni (妮妮 Nīnī) – zelená, štěstí, nevinnost a živost, gymnastika

Tyto figurky jsou implikovány stykem s mořem, lesem, ohněm, zemí a oblohou, což naráží na harmonii člověka s přírodou a odpovídá myšlence „Zelené olympiády“. Kromě toho jsou do figurek Fuwa integrovány mnohé prvky čínské kultury. Zajímavé je rovněž to, že jména těchto pěti postaviček sestavená za sebou připomínají čínskou větu „Peking tě vítá“ (北京欢迎你; Běijīng huānyíng nǐ). Pět olympijských postaviček v neposlední řadě barevně reprezentuje pět olympijských kruhů.
Rozpočet olympiády byl 42 miliard amerických dolarů a výdaje na reklamu v Číně díky olympiádě stouply o 19 %. Známé značky si od olympiády slibovaly velké zisky.

## Volba pořadatele
O tom, které město uspořádá olympijské hry v roce 2008 se rozhodlo 13. července 2001 na zasedání MOV v Moskvě. Spolu s Pekingem usilovaly o pořádání také Toronto, Paříž, Istanbul a Ósaka. Již v 1. kole hlasování dostal Peking nejvíce hlasů, ale protože nedosáhl absolutní většiny, hlasovalo se ještě jednou, tentokrát již bez vyřazené Ósaky. Ve 2. kole již 56 ze 105 pověřených členů MOV dalo svůj hlas čínské metropoli. Mohly tak vypuknout mohutné oslavy jak přímo v Moskvě, tak i v Číně. Peking tak na druhý pokus uspěl – při první kandidatuře roku 1993 dali delegáti přednost australskému Sydney. Vrcholní představitelé čínského státu rovněž dali slib, že se již nebudou opakovat potíže při stavbě olympijských sportovišť jako v Aténách a svůj slib dodrželi. Všechna sportoviště byla dokončena rok před zahájením soutěží a předána do užívání sportovcům. Na drtivé většině z nich také proběhly testovací předolympijské závody.
| Město    | Země     | 1. kolo | 2. kolo |
| -------- | -------- | ------- | ------- |
| Peking   | Čína     | 44      | 56      |
| Toronto  | Kanada   | 20      | 22      |
| Paříž    | Francie  | 15      | 18      |
| Istanbul | Turecko  | 17      | 9       |
| Ósaka    | Japonsko | 6       | —       |

## Kontroverze
Mnohé organizace vyzývají k bojkotu Olympijských her v Pekingu. Organizace jako Studenti pro svobodný Tibet požadují bojkotovat hry z důvodu čínské okupace Tibetu. Organizace Amnesty International poukazuje na čínskou angažovanost v Dárfúrské krizi. Čína také bojuje se silným znečištěním v Pekingu a okolí, které doufá organizační výbor odstranit před začátkem olympiády.
Mezinárodní olympijský výbor zaujímal zdrženlivý postoj v diskusích o lidských právech v Číně. V Pekingu došlo k několika zatčením po pokusech protestovat proti čínské politice v Tibetu.

## Cesta olympijské pochodně
Oheň, který vzplane na olympijském stadiónu při slavnostním zahájení pekingských her, byl zapálen 24. března krátce po 11 hodině SEČ na tradičním místě, ve starořecké Olympii. Čest zapálit oheň dostala řecká herečka Marie Nafpliotu. Díky dobrému počasí mohl být olympijský oheň zapálen v rozvalinách chrámu bohyně Héry tradičním způsobem, tedy pomocí parabolických zrcadel. Než se oheň vydal na nejdelší pouť v historii (přibližně 137 000 km), putoval týden po území Řecka a prvním členem štafety byl řecký taekwondista Alexandros Nikolaidis.
Akt zapálení ohně byl narušen několika demonstranty, kteří protestovali proti potlačování lidských práv v Tibetu. Jeden z demonstrantů se dostal až téměř k vedoucímu organizačního výboru Liou Čchi, který právě vedl u řečnického pultu svůj proslov. Demonstranta však dokázala chytit ochranka. Liou Čchi ale svou řeč nepřerušil a zůstal klidný. Do celého světa hlásal: "Olympijský oheň bude šířit světlo a štěstí, mír a přátelství, naději a sny všech Číňanů i lidí celého světa." K incidentu se vzápětí přihlásila pařížská organizace Reportéři bez hranic. Podle zahraničních agentur byl přímý přenos z Olympie v čínské televizi v době incidentu přerušen a nahrazen předtočenými záběry. Žádný z komentátorů neinformoval o tom, co se přímo na místě událo. O několik desítek minut později došlo k dalšímu protestnímu aktu, když si tibetská žena zahalená do červené látky lehla na cestu před běžce s pochodní poblíž Olympie. Předseda Mezinárodního olympijského výboru Jacques Rogge, který se obřadu též zúčastnil, se snažil držet napjatou situaci v mantinelech klidu. "Olympijské hry se musí odehrát v mírovém prostředí. Vysíláme dnes poselství olympijského příměří," prohlásil.
Zástupci organizačního výboru pak pochodeň převzali v řecké metropoli, aby ji dopravili do Pekingu, kde se pochodeň rozdělila. Jedna pochodeň se vydala na cestu kolem světa a druhá zamířila na nejvyšší horu světa Mount Everest, na jejíž vrchol ji horolezci vynesli ve čtvrtek 8. května v devět hodin ráno místního času.

## Soutěže

### Program
Kalendář Letních olympijských her 2008 je zpracován dle programu zveřejněného 29. března 2007. Modrá pole označují dny, ve kterých probíhají závody v uvedeném sportu. Žluté pole označuje den, kdy se konají boje o medaile. Číslice označuje počet disciplín daného sportu, ve kterých se finále koná.
| ● | Zahajovací ceremoniál | ● | Závody | ● | Finále | ● | Závěrečný ceremoniál |

| Srpen                   | 6. | 7. | 8. | 9. | 10. | 11. | 12. | 13. | 14. | 15. | 16. | 17. | 18. | 19. | 20. | 21. | 22. | 23. | 24. | Celkem |
| ----------------------- | -- | -- | -- | -- | --- | --- | --- | --- | --- | --- | --- | --- | --- | --- | --- | --- | --- | --- | --- | ------ |
| Ceremoniály             |    |    | ●  |    |     |     |     |     |     |     |     |     |     |     |     |     |     |     | ●   |        |
| Atletika                |    |    |    |    |     |     |     |     |     | 2   | 4   | 6   | 6   | 5   | 3   | 6   | 7   | 7   | 1   | 47     |
| Badminton               |    |    |    |    |     |     |     |     |     | 1   | 2   | 2   |     |     |     |     |     |     |     | 5      |
| Baseball                |    |    |    |    |     |     |     |     |     |     |     |     |     |     |     |     |     | 1   |     | 1      |
| Basketbal               |    |    |    |    |     |     |     |     |     |     |     |     |     |     |     |     |     | 1   | 1   | 2      |
| Box                     |    |    |    |    |     |     |     |     |     |     |     |     |     |     |     |     |     | 5   | 6   | 11     |
| Cyklistika              |    |    |    | 1  | 1   |     |     | 2   |     | 1   | 3   | 1   | 2   | 3   |     | 2   | 1   | 1   |     | 18     |
| Fotbal                  |    |    |    |    |     |     |     |     |     |     |     |     |     |     |     | 1   |     | 1   |     | 2      |
| Gymnastika              |    |    |    |    |     |     | 1   | 1   | 1   | 1   |     | 4   | 4   | 4   |     |     |     | 1   | 1   | 18     |
| Házená                  |    |    |    |    |     |     |     |     |     |     |     |     |     |     |     |     |     | 1   | 1   | 2      |
| Jachting                |    |    |    |    |     |     |     |     |     |     | 2   | 1   | 2   | 2   | 2   | 2   |     |     |     | 11     |
| Jezdectví               |    |    |    |    |     |     | 2   |     | 1   |     |     |     | 1   | 1   | 1   |     |     |     |     | 6      |
| Judo                    |    |    |    | 2  | 2   | 2   | 2   | 2   | 2   | 2   |     |     |     |     |     |     |     |     |     | 14     |
| Kanoistika              |    |    |    |    |     |     | 2   |     | 2   |     |     |     |     |     |     |     | 6   | 6   |     | 16     |
| Lukostřelba             |    |    |    |    | 1   | 1   |     |     | 1   | 1   |     |     |     |     |     |     |     |     |     | 4      |
| Moderní pětiboj         |    |    |    |    |     |     |     |     |     |     |     |     |     |     |     | 1   | 1   |     |     | 2      |
| Plavání                 |    |    |    |    | 4   | 4   | 4   | 4   | 4   | 4   | 4   | 4   |     |     | 1   | 1   |     |     |     | 34     |
| Pozemní hokej           |    |    |    |    |     |     |     |     |     |     |     |     |     |     |     |     | 1   | 1   |     | 2      |
| Skoky do vody           |    |    |    |    | 1   | 1   | 1   | 1   |     |     |     | 1   |     | 1   |     | 1   |     | 1   |     | 8      |
| Softball                |    |    |    |    |     |     |     |     |     |     |     |     |     |     |     | 1   |     |     |     | 1      |
| Stolní tenis            |    |    |    |    |     |     |     |     |     |     |     | 1   | 1   |     |     |     | 1   | 1   |     | 4      |
| Sportovní střelba       |    |    |    | 2  | 2   | 2   | 2   | 1   | 2   | 1   | 2   | 1   |     |     |     |     |     |     |     | 15     |
| Synchronizované plavání |    |    |    |    |     |     |     |     |     |     |     |     |     |     | 1   |     |     | 1   |     | 2      |
| Šerm                    |    |    |    | 1  | 1   | 1   | 1   | 2   | 1   | 1   | 1   | 1   |     |     |     |     |     |     |     | 10     |
| Taekwondo               |    |    |    |    |     |     |     |     |     |     |     |     |     |     | 2   | 2   | 2   | 2   |     | 8      |
| Tenis                   |    |    |    |    |     |     |     |     |     |     | 2   | 2   |     |     |     |     |     |     |     | 4      |
| Triatlon                |    |    |    |    |     |     |     |     |     |     |     |     | 1   | 1   |     |     |     |     |     | 2      |
| Veslování               |    |    |    |    |     |     |     |     |     |     | 7   | 7   |     |     |     |     |     |     |     | 14     |
| Vodní pólo              |    |    |    |    |     |     |     |     |     |     |     |     |     |     |     | 1   |     |     | 1   | 2      |
| Volejbal                |    |    |    |    |     |     |     |     |     |     |     |     |     |     |     | 1   | 1   | 1   | 1   | 4      |
| Vzpírání                |    |    |    | 1  | 2   | 2   | 2   | 2   |     | 2   | 1   | 1   | 1   | 1   |     |     |     |     |     | 15     |
| Zápas                   |    |    |    |    |     |     | 2   | 2   | 3   |     | 2   | 2   |     | 2   | 2   | 3   |     |     |     | 18     |
| Srpen                   | 6. | 7. | 8. | 9. | 10. | 11. | 12. | 13. | 14. | 15. | 16. | 17. | 18. | 19. | 20. | 21. | 22. | 23. | 24. | 302    |

### Sporty
- Atletika
- Badminton
- Baseball
- Basketbal
- Box
- Cyklistika
- Fotbal
- Gymnastika
(sportovní, moderní, trampolína)
- Házená
- Jachting
- Jezdectví
- Judo
- Kanoistika
- Lukostřelba
- Moderní pětiboj
- Plavání
- Plážový volejbal
- Pozemní hokej
- Skoky do vody
- Softball
- Sportovní střelba
- Stolní tenis
- Synchronizované plavání
- Šerm
- Taekwondo
- Tenis
- Triatlon
- Veslování
- Vodní pólo
- Volejbal
- Vzpírání
- Zápas

### Zajímavosti
- O jeden ze skandálů her se postaral švédský zápasník Ara Abrahamjan, který na protest proti údajně nespravedlivému výsledku svého zápasu v semifinále při předávání medailí sestoupil z pódia a položil svoji bronzovou medaili na zem. MOV ho za toto nesportovní chování vyloučil z her[8].

## Pořadí národů
| Pořadí | Země                           | Zlato | Stříbro | Bronz | Celkem |
| ------ | ------------------------------ | ----- | ------- | ----- | ------ |
| 1      | Čína (CHN) (pořadatelská země) | 51    | 21      | 28    | 100    |
| 2      | Spojené státy americké (USA)   | 36    | 38      | 36    | 110    |
| 3      | Rusko (RUS)                    | 23    | 21      | 28    | 72     |
| 4      | Velká Británie (GBR)           | 19    | 13      | 15    | 47     |
| 5      | Německo (GER)                  | 16    | 10      | 15    | 41     |
| 6      | Austrálie (AUS)                | 14    | 15      | 17    | 46     |
| 7      | Jižní Korea (KOR)              | 13    | 10      | 8     | 31     |
| 8      | Japonsko (JPN)                 | 9     | 6       | 11    | 26     |
| 9      | Itálie (ITA)                   | 8     | 9       | 10    | 27     |
| 10     | Francie (FRA)                  | 7     | 16      | 18    | 41     |
| 24     | Česko (CZE)                    | 3     | 3       | 1     | 7      |

## Účastnické země
Her se zúčastnilo 205 zemí. První účast zaznamenaly následující země: Černá Hora, Marshallovy ostrovy a Tuvalu.
Čísla v závorkách udávají počty sportovců zastupujících zemi.

Účastnické země
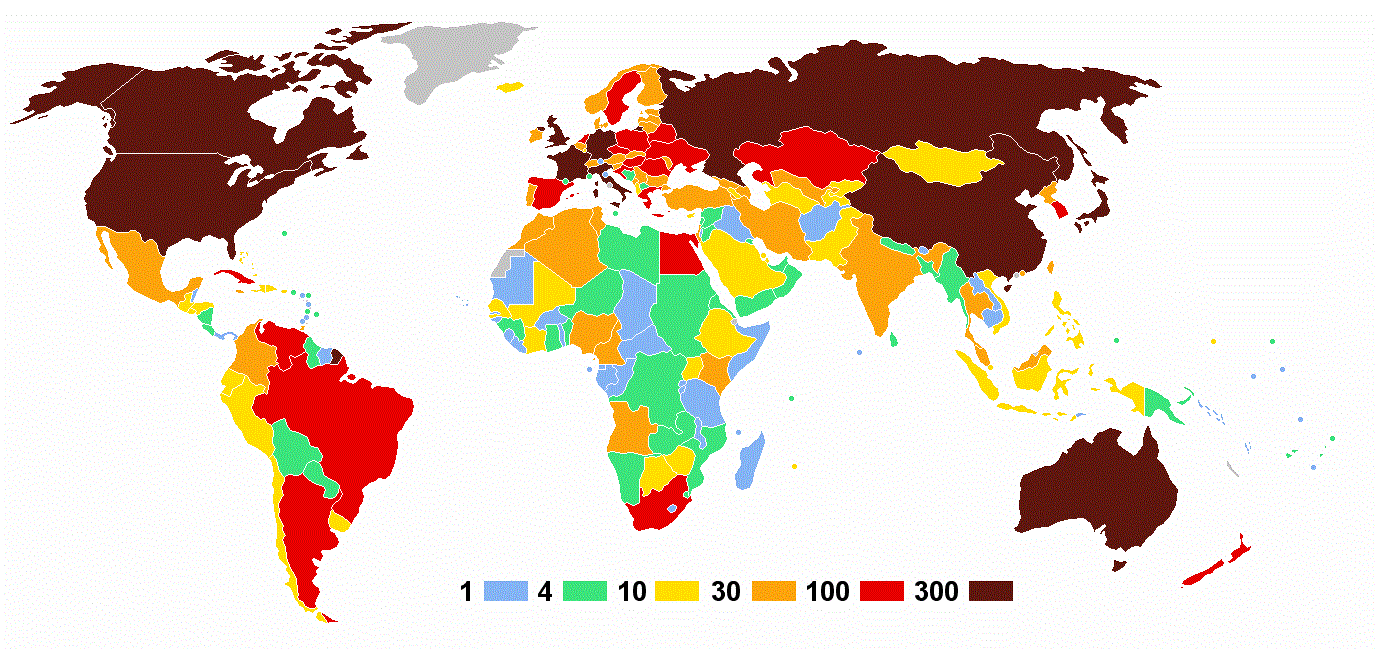
Počet sportovců zastupujících jednotlivé země

- Afghánistán (4)
- Albánie (11)
- Alžírsko (62)
- Americká Samoa (5)
- Americké Panenské ostrovy (5)
- Andorra (5)
- Angola (32)
- Antigua a Barbuda (5)
- Argentina (137)
- Arménie (25)
- Aruba (2)
- Austrálie (433)
- Ázerbájdžán (39)
- Bahamy (19)
- Bahrajn (15)
- Bangladéš (5)
- Barbados (6)
- Belgie (96)
- Belize (3)
- Bělorusko (181)
- Benin (5)
- Bermudy (6)
- Bhútán (2)
- Bolívie (6)
- Bosna a Hercegovina (5)
- Botswana (12)
- Brazílie (277)
- Britské Panenské ostrovy (2)
- Bulharsko (72)
- Burkina Faso (6)
- Burundi (3)
- Cookovy ostrovy (4)
- Čad (2)
- Černá Hora (31)
- Česko (134)
- Čína (639) (hostitel)
- Dánsko (84)
- Demokratická republika Kongo (5)
- Dominika (2)
- Dominikánská republika (25)
- Džibutsko (2)
- Egypt (103)
- Ekvádor (25)
- Eritrea (9)
- Estonsko (47)
- Etiopie (22)
- Fidži (6)
- Filipíny (15)
- Finsko (58)
- Francie (323)
- Gabon (4)
- Gambie (3)
- Ghana (9)
- Grenada (9)
- Gruzie (35)
- Guam (5)
- Guatemala (12)
- Guinea (5)
- Guinea-Bissau (3)
- Guyana (5)
- Haiti (10)
- Honduras (25)
- Hongkong (34)
- Chile (27)
- Chorvatsko (105)
- Indie (57)
- Indonésie (24)
- Irák (4)
- Írán (55)
- Irsko (54)
- Island (28)
- Itálie (344)
- Izrael (43)
- Jamajka (56)
- Japonsko (351)
- Jemen (5)
- Jihoafrická republika (136)
- Jižní Korea (267)
- Jordánsko (7)
- Kajmanské ostrovy (4)
- Kambodža (4)
- Kamerun (33)
- Kanada (332)
- Kapverdy (3)
- Katar (22)
- Kazachstán (132)
- Keňa (56)
- Kiribati (2)
- Kolumbie (64)
- Komory (3)
- Konžská republika (3)
- Kostarika (8)
- Kuba (149)
- Kuvajt (6)
- Kypr (17)
- Kyrgyzstán (21)
- Laos (4)
- Lesotho (4)
- Libanon (5)
- Libérie (3)
- Libye (7)
- Lichtenštejnsko (2)
- Litva (71)
- Lotyšsko (50)
- Lucembursko (12)
- Madagaskar (4)
- Maďarsko (171)
- Makedonie (7)
- Malajsie (33)
- Malawi (4)
- Maledivy (4)
- Mali (17)
- Malta (6)
- Maroko (57)
- Marshallovy ostrovy (5)
- Mauricius (12)
- Mauritánie (2)
- Mexiko (85)
- Mikronésie (5)
- Moldavsko (31)
- Monako (5)
- Mongolsko (29)
- Mosambik (5)
- Myanmar (6)
- Namibie (9)
- Nauru (1)
- Německo (463)
- Nepál (8)
- Niger (5)
- Nigérie (33)
- Nikaragua (6)
- Nizozemské Antily (3)
- Nizozemsko (245)
- Norsko (85)
- Nový Zéland (182)
- Omán (5)
- Pákistán (21)
- Palau (5)
- Palestina (4)
- Panama (3)
- Papua Nová Guinea (7)
- Paraguay (5)
- Peru (12)
- Pobřeží slonoviny (20)
- Polsko (268)
- Portoriko (22)
- Portugalsko (77)
- Rakousko (72)
- Rovníková Guinea (3)
- Rumunsko (102)
- Rusko (467)
- Rwanda (4)
- Řecko (159)
- Salvador (11)
- Samoa (6)
- San Marino (4)
- Saúdská Arábie (16)
- Senegal (12)
- Severní Korea (63)
- Seychely (8)
- Sierra Leone (3)
- Singapur (25)
- Slovensko (57)
- Slovinsko (62)
- Somálsko (2)
- Spojené arabské emiráty (8)
- Spojené státy americké (596)
- Srbsko (92)
- Středoafrická republika (3)
- Súdán (8)
- Surinam (4)
- Svatá Lucie (6)
- Svatý Kryštof a Nevis (4)
- Svatý Tomáš a Princův ostrov (3)
- Svatý Vincenc a Grenadiny (2)
- Svazijsko (4)
- Sýrie (8)
- Šalomounovy ostrovy (3)
- Španělsko (286)
- Srí Lanka (8)
- Švédsko (134)
- Švýcarsko (84)
- Tádžikistán (13)
- Tanzanie (10)
- Thajsko (51)
- Tchaj-wan (80)
- Togo (4)
- Tonga (3)
- Trinidad a Tobago (30)
- Tunisko (32)
- Turecko (68)
- Turkmenistán (10)
- Tuvalu (3)
- Uganda (15)
- Ukrajina (254)
- Uruguay (12)
- Uzbekistán (58)
- Vanuatu (3)
- Velká Británie (312)
- Venezuela (109)
- Vietnam (21)
- Východní Timor (2)
- Zambie (8)
- Zimbabwe (13)